# Константиновский завод «Автостекло»
Константиновский завод «Автостекло» имени Бондарева — стекольный завод в городе Константиновка, Донецкой области. Построен в 1899 году бельгийской компанией «Анонимное общество зеркальных заводов». После распада СССР и прекращения военных заказов завод «Автостекло»  в 1996 году был признан банкротом и в течение последующих лет снесён. В сентябре 2000 года на основе трёх цехов ВО «Автостекло» было создано государственное предприятие «Спецтехстекло».

## История

### Период 1898 — 1996
1899 года в Константиновке бельгийской компанией Анонимное общество зеркальных заводов, основной капитал которого составлял 12 млн бельгийских франков, было построено стекольное производство, которое получило название «Зеркальный завод». Изначально предприятие выпускало полированное стекло, зеркала и листовой строительный материал из цветного глухого стекла — марблита, но за короткий период времени завод расширил ассортимент продукции до 260 наименований.
После событий 1917 года завод был национализирован советской властью.
В 1934 году завод получил новое название — «Автостекло». В том же году на заводе был изобретен новый высокопрочный сорт стекла — сталинит.
С 1937 по 1947 год начальником цеха, главным инженером и, наконец, директором завода был Серафим Максимович Бреховских, под руководством которого было совершено несколько прорывов в стекольной и силикатной промышленности; создано несколько новых материалов с уникальными свойствами.
В 1937 году на заводе, по специальному новому рецепту «селеновый рубин» стеклодува Никанора Курочкина, было сварено 500 м² рубинового стекла (толщиной 4—6 мм) для всех пяти звёзд московского кремля. Варка завершилась 20 сентября 1937 года.
На время Второй мировой войны завод был эвакуирован в г. Сухой Лог, в 1943 году во время реэвакуации промышленности он был восстановлен и начал давать первую продукцию.
В 1945 году рабочие завода «Автостекло», выполняя срочный заказ для фронта, изготовили 200 мощных отражателей для прожекторов, которые использовались при штурме Зееловских высот во время боевой операции по взятию Берлина.
В 1958 году завод был награждён орденом Трудового Красного Знамени.
В 1959—1961 годах в результате совместных работ завода «Автостекло» и Химико-технологического института им. Менделеева из отходов металлургического производства (доменных шлаков) с добавлением обычного песка был получен новый строительный материал — ситалл, обладающий лёгкостью, прочностью и долговечностью.
В 1962 году на базе завода «Автостекло» был создан научно-исследовательский институт.
К началу 1980-х годов завод выпускал более 200 видов продукции для различных отраслей экономики, в том числе витринное стекло, листовой шлакоситал и иллюминаторы.

### После 1996 года
После распада СССР и прекращения военных заказов завод «Автостекло» в 1996 году был признан банкротом и в последующие годы был снесён. 
В сентябре 2000 года на базе трёх цехов ВО «Автостекло» (21-й, производящий сталинит, 26-й — авиационный и 19-й — зеркальный) было создано государственное предприятие «Спецтехстекло». Предприятие было включено в состав государственной корпорации «Укрбудматериалы».

## Известные сотрудники
- Слабун, Григорий Яковлевич (1918 — ?) — Герой Социалистического Труда[13].

## Галерея
- цехи предприятия «Кварсит»
- руины завода «Автоскло», 2007
- силосы завода «Автоскло», 2007
- панорама руин завода «Автоскло», 2007
- инженерный корпус завода «Автоскло», 2008
- руины завода «Автоскло» с надписью «идеи Ленина бессмертны», 2013
- дымоходы завода «Автоскло», 2008
- руины завода «Автоскло», 2008
- подземелья завода «Автоскло», 2008
- руины завода «Автоскло», 2008
- руины завода «Автоскло», 2008
- руины завода «Автоскло», 2008
- руины завода «Автоскло», 2008
- руины завода «Автоскло», 2008
- руины завода «Автоскло», 2008
- руины завода «Автоскло», 2008
- государственное предприятие «Спецтехскло», 2008
- панорама руин завода «Автоскло», 2009
- руины завода «Автоскло», 2008
- демонтаж силосов завода «Автоскло», 2009
- демонтаж завода «Автоскло», 2009
- руины завода «Автоскло» с надписью «наша цель – коммунизм», 2013
- руины завода «Автоскло», 2013
- руины инженерного корпуса завода «Автоскло», 2018